# Siva bogomolka
Siva bogomolka (znanstveno ime Ameles decolor) je vrsta bogomolke iz družine Mantidae, razširjena po zahodnem delu Sredozemlja.

## Opis
Je majhen predstavnik bogomolk; samci dosežejo 18 do 27 mm v dolžino, samice pa kak milimeter več. Osnovna barva je oker. Podobno kot ostali predstavniki istega rodu imajo vitko telo s povsem valjastim zadkom, okrogle oči in vitke okončine, pri čemer na zadnjem paru nog ni trnov ali drugačnih izrastkov. Od najbližje sorodnih vrst jo je možno zanesljivo ločiti le z natančnim anatomskim pregledom, ki vključuje pregled oblike genitalij.
Pojavlja se v traviščih in gozdni podrasti, v razmeroma hladnih predelih. Samica prilepi paket z jajčeci (ooteko) na spodnjo stran kamna.

## Razširjenost
Vrsta se pojavlja v večjem delu Iberskega polotoka (razen zahodne tretjine) in na Apeninskem polotoku, na severu Alžirije, jugu Francije ter na zahodnem robu Balkana od Istre do Jonskih otokov in Peloponeza.
V Sloveniji so vrsto prvič potrdili leta 2017 z najdbo na hribu Brič nad dolino Dragonje v Slovenski Istri, tik ob meji s Hrvaško. Najdba je bila pričakovana, saj je siva bogomolka pogosta v hrvaškem delu Istre, območja razširjenosti nekaterih vrst bogomolk pa se v zadnjih letih občutno širijo proti severu zaradi podnebnih sprememb. To je po navadni in krpatonogi bogomolki tretja vrsta v slovenski favni bogomolk.